# Tétraophase de Verreaux
Tetraophasis obscurus
Espèce
Statut de conservation UICN

 LC  : Préoccupation mineure
Le Tétraophase de Verreaux (Tetraophasis obscurus) est une espèce d’oiseaux de la famille des Phasianidae.

## Distribution
Montagnes du centre de la Chine ; du centre du Kansou et de l’est du Tsinghaï au nord (région de Songpan) et à l’ouest du Seutchouan (région de Baoxing).

## Habitat
Cette tétraophase vit en montagne, entre 3000 et 4100 m, dans les praires alpines situées au-dessus de la limite des arbres où elle évolue parmi les genévriers et les rhododendrons. Elle affectionne aussi les pentes caillouteuses et les ravines. Madge &  McGowan (2002) citent le cas d’une femelle munie d’un radio-émetteur qui a effectué une migration altitudinale de 2850 m au printemps à 3000- 3350 m en été.

## Mœurs
Ces tétraophases sont très mal connues, et généralement observées seules ou en couples, toujours en milieu ouvert. En cas d’alerte, elles préfèrent fuir en courant et en criant.

## Voix
La voix serait similaire à celle de Tetraophasis szechenyii, assez rauque et gutturale. Un oiseau commence à crier puis d’autres lui répondent ; ce bruyant concert porte très loin dans la montagne (Madge & McGowan 2002).

## Nidification
Il n’y a aucune information disponible sur la reproduction et la nidification.

## Statut, conservation
La tétraophase de Verreaux n’est pas considérée comme menacée (BirdLife 2010) en raison de son habitat dans les prairies de haute montagne. Cependant, la construction de routes à des altitudes élevées pourrait représenter un dérangement à l’avenir. Madge & McGowan (2002) considéraient cette espèce comme presque menacée en raison de sa distribution fragmentée et de la destruction de son habitat, qui isole les populations. Il n’existe pas d’estimations précises des effectifs de cette perdrix.